# Huguette Tourangeau

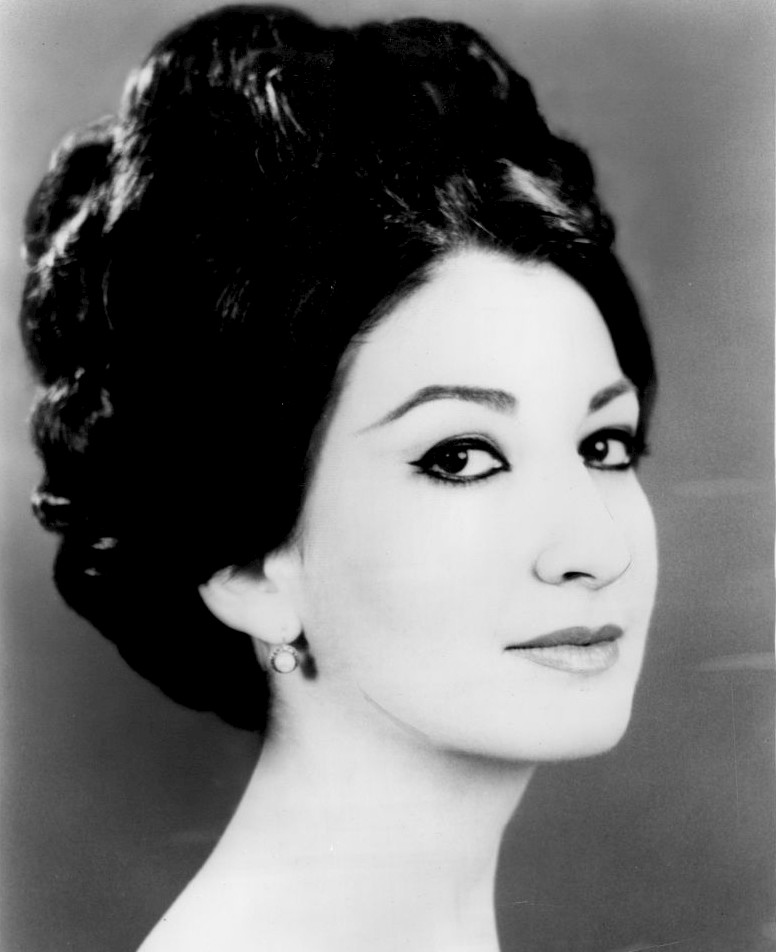
Huguette Tourangeau, 1970

Huguette Tourangeau (* 12. August 1938 in Montreal; † 21. April 2018) war eine kanadische Opernsängerin (Mezzosopran).

## Leben
Huguette Tourangeau wurde am Konservatorium in Québec unter anderem von Richard Bonynge ausgebildet, der ihr wichtigster Förderer war. Er beteiligte sie an Aufführungen als Partnerin von Joan Sutherland und auch an einigen seiner Operneinspielungen.
1964 gewann Tourangeau den Gesangswettbewerb Metropolitan Opera National Council Auditions in New York City. Gemeinsam mit dem Ehepaar Bonynge/Sutherland trat sie in Seattle als Mallika in Lakmé, in London als Urbain in Les Huguenots, in San Francisco als Elisabetta in Maria Stuarda, Adalgisa in Norma und als Prinz Orlofsky in Die Fledermaus auf.
Außerdem war sie in Vancouver, Boston, Hamburg, Amsterdam, Mexiko-Stadt, Dallas, Houston, Philadelphia und Santa Fé zu hören. 1973 gab sie ihr Debüt an der Metropolitan Opera New York als Nicklausse in Les Contes d’Hoffmann mit Plácido Domingo als Partner. Sie war vor allem Interpretin des französischen sowie des Belcanto-Repertoires.
Ihr Ehemann Barry Thompson war von 1975 bis 1978 Leiter der Oper in Vancouver.

## Diskografie
CD-Aufnahmen
- Donizetti: Maria Stuarda (Rolle: Elisabetta). Decca
- Händel: Messiah. Decca.
- Massenet: Esclarmonde (Rolle: Parséïs). Decca
- Massenet: Le roi de Lahore (Rolle: Kaled). Decca
- Massenet: Thérèse (Rolle: Thérèse). Decca
- Meyerbeer: Les Huguenots (Rolle: Urbain). Decca
- Offenbach: Les Contes d’Hoffmann (Rolle: Nicklausse). Decca
- Verdi: Rigoletto (Rolle: Maddalena). Decca
- Arias from forgotten Operas. (Decca)

DVD-Aufnahmen
- Delibes: Lakmé (Rolle: Mallika) ABC